# Sanders Associates
Sanders Associates (ou Sanders) était une entreprise sous-traitante dans le domaine militaire située à Nashua, dans le New Hampshire, aux États-Unis fondé en 1951 et vendu en 1986. L'entreprise fait partie de BAE Systems Electronics & Integrated Solutions, une filiale de BAE Systems. L'activité de Sanders s'est concentrée sur le développement et la fabrication de systèmes électroniques, notamment les systèmes d'auto-protection des aéronefs, et les systèmes de surveillance tactique et de renseignement. D'autres secteurs d'activité incluent les micro-ondes, les missiles et  l'électronique spatiale, l'imagerie infrarouge, et les systèmes automatisés de planification de mission, avec des applications militaires et commerciales.
Sanders a également fabriqué de 1966 à 1971 les premiers prototypes de console de jeux vidéo grâce à Ralph Baer, notamment la Brown Box.

## Jeu vidéo
Les premiers prototypes de console de jeux vidéo à domicile ont été développés chez Sanders par Ralph Baer en 1966, notamment la Brown Box. Elle est devenue la Magnavox Odyssey,.